# Nikita Tjagunov
Nikita Tjagunov (russisk: Ники́та Генна́дьевич Тягуно́в) (født 7. februar 1953 i Moskva i Sovjetunionen, død 20. juli 1992 i Moskva i Rusland) er en sovjetisk filminstruktør.

## Filmografi
- Benet (Нога, 1991)[1][2]